# Żyła ramienno-głowowa

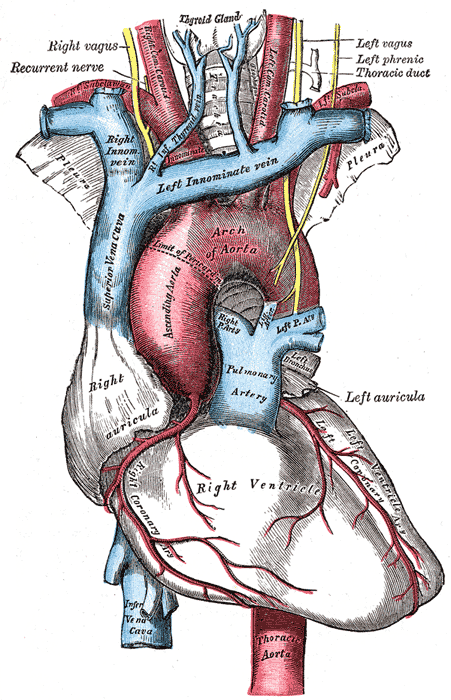
Obie żyły ramienno-głowowe widoczne w górnej części ilustracji, podpisane Right Innom. vein i Left Innominate vein.

Żyła ramienno-głowowa (łac. vena brachiocephalica), daw. żyła bezimienna (vena innominata a. anonyma) – w anatomii człowieka parzyste naczynie żylne przyjmujące krew z obszaru kończyny górnej, szyi oraz głowy. Obie żyły leżą w górnej części klatki piersiowej oraz u podstawy szyi. Powstają przez połączenie żyły podobojczykowej z żyłą szyjną wewnętrzną (miejsce połączenia tych żył stanowi kąt żylny), a u swego końca obie zlewają się ze sobą, współtworząc żyłę główną górną. Cechuje je brak zastawek. Różnią się od siebie długością, przebiegiem i nieco odmiennymi dopływami.

## Żyła ramienno-głowowa prawa
Ma ok. 2,5 cm długości, zaczyna się do tyłu od końca mostkowego obojczyka, i przebiega prawie pionowo. Tworzy żyłę główną górną razem ze swym odpowiednikiem z przeciwnej strony przy dolnym brzegu pierwszej prawej chrząstki żebrowej, zaraz koło mostka. Od górnej części rękojeści mostka jest oddzielona (tak jak lewa) przyczepami mięśni: mostkowo-gnykowego i mostkowo-tarczowego oraz grasicą lub jej pozostałością. W stosunku do pnia ramienno-głowowego i prawego nerwu błędnego leży z przodu i bardziej bocznie. Prawa opłucna, nerw przeponowy i tętnica piersiowa wewnętrzna są umiejscowione z tyłu w jej górnej części, po czym idąc do dołu wysuwają się od boku.

## Żyła ramienno-głowowa lewa
W porównaniu do poprzedniej jest prawie trzykrotnie dłuższa (ok. 6 cm), rozpoczynając się podobnie za mostkowym końcem obojczyka, przed workiem opłucnowym. Czasem zdarza się jej przekraczać górny brzeg mostka, co umożliwia wyczucie tętna żylnego we wcięciu szyjnym. Krzyżuje z przodu tętnice: piersiową wewnętrzną, podobojczykową i wspólną szyjną, lewy nerw przeponowy, lewy nerw błędny, tchawicę i pień ramienno-głowowy. Łuk aorty znajduje się u jej podstawy.

## Dopływy
Żyły ramienno-głowowe biorą swój początek z połączenia żył: 
- szyjnej wewnętrznej
- podobojczykowej.

Dopływy z obszaru szyi:
- żyła tarczowa dolna
- żyła tarczowa najniższa
- żyła kręgowa
- żyła szyjna głęboka
- żyła szyjna zewnętrzna

Dopływy z obszaru klatki piersiowej:
- żyły osierdziowo-przeponowe
- żyła piersiowa wewnętrzna
- żyła międzyżebrowa górna lewa
- żyły grasicze
- żyły osierdziowe
- żyły śródpiersiowe
- żyły oskrzelowe
- żyły tchawicze
- żyły przełykowe

## Odmiany
Do żyły ramienno-głowowej może uchodzić żyła międzyżebrowa tylna pierwsza (vena intercostalis posterior I).

## Zastawki
Żyły ramienno-głowowe nie posiadają zastawek.